# 中学三年生
中学三年生（ちゅうがくさんねんせい）
- 中学校における第三学年の生徒の事。
- 1973年にリリースされた森昌子のシングル。本項で記述。

『中学三年生』（ちゅうがくさんねんせい）は、1973年2月5日に発売された森昌子の3枚目のシングル。

## 解説
- 曲中では思慕していた一学年上の先輩が中学校を卒業していく少女の心情が綴られている。また別れの悲しみにより自分が卒業式で「蛍の光が歌えない」というくだりがあり、間奏に蛍の光のメロディーの一部が使われている。

## 収録曲
- 両楽曲共に、作詞：阿久悠／作曲：遠藤実／編曲：只野通泰

1. 中学三年生（3分26秒）
2. 少女が石段のぼる時（3分20秒）